# Philip Lawson
Philip Lawson (* 19. Februar 1957 in Crawley, West Sussex) ist ein britischer Komponist, Arrangeur und Bariton. Er war 18 Jahre lang Mitglied des A-cappella-Ensembles The King’s Singers, mit dem er 2009 einen Grammy für das beste Album im Klassik-Crossover-Bereich erhielt.

## Ausbildung und Karrierebeginn
Lawson studierte Musik an der Universität York mit Schwerpunkt in Komposition, Orgel und Gesang. Anschließend arbeitete er als freie Sänger und trat 1982 eine Stelle als Kantor an der Kathedrale von Salisbury an. Ab 1989 leitete er zusätzlich das Musikdepartement einer Grundschule in Salisbury, der Chafyn Grove Preparatory School.

## The King’s Singers
Als Ersatz für Simon Carrington wurde Lawson 1994 zweiter Bariton des A-cappella-Ensembles The King’s Singers. Zwei Jahre später übernahm er die Position des ersten Baritons von Bruce Russel während Gabriel Crouch ihn als zweiter Bariton ersetzte. Als deren Mitglied absolvierte er über 2000 Konzerte, war Teil von etwa 30 CD- und DVD-Aufnahmen und gab zahlreiche Meisterkurse. Ab 1997 arrangierte er zudem einen Großteil der von ihnen aufgeführten Stücke. Von diesen Arrangements wurden über 50 veröffentlicht. 2008 gewannen die King’s Singers einen Grammy im Bereich Klassik-Crossover für ihr Album Simple Gifts. 10 der 16 Stücke auf dem Album wurden dabei von ihm arrangiert. 2012 folgte ein weiterer Grammy, dieses Mal zusammen mit Eric Whitacre für die beste Chordarbietung. Ausgezeichnet wurde das Whitacres Album Light and Gold, für welches die King’s Singers das Stück The Stolen Child aufnahmen. In seiner Zeit bei den King’s Singers waltete er zudem als Buchhalter für das Ensemble. 2012 beendete er sein Engagement bei den King’s Singers, ihn ersetzte Christopher Bruerton als erster Bariton. Seitdem lehrt er an der Musikschule der Kathedrale von Wells und arbeitet auch weiterhin als Komponist und Arrangeur.

## Diskographie
Philip Lawson hat an allen Aufnahmen der King’s Singers zwischen 1995 und 2012 mitgewirkt, zuerst als zweiter, dann als erster Bariton.

### Als zweiter Bariton
| Jahr | Titel                     | Label          | Format |
| ---- | ------------------------- | -------------- | ------ |
| 1995 | Nightsong                 | RCA Victor     | CD     |
| 1996 | Sermons and Devotions     | BMG            | CD     |
| 1996 | Gyorgy Ligeti Vocal Works | Sony Classical | CD     |
| 1996 | Circle of Life            | BMG            | CD     |

### Als erster Bariton
| Jahr | Titel                                                          | Label        | Format |
| ---- | -------------------------------------------------------------- | ------------ | ------ |
| 1997 | Spirit Voices                                                  | BMG          | CD     |
| 2000 | Fire-Water: The Spirit of Renaissance Spain                    | BMG          | CD     |
| 2003 | From Janequin to the Beatles                                   | EMI          | CD     |
| 2003 | King’s Singers Christmas                                       | Signum       | CD     |
| 2004 | Gesualdo                                                       | Signum       | CD     |
| 2005 | Six                                                            | Signum       | CD     |
| 2005 | 1605: Treason and Dischord                                     | Signum       | CD     |
| 2005 | Sacred Bridges                                                 | Signum       | CD     |
| 2006 | Spem in Alium                                                  | Signum       | CD     |
| 2006 | The Triumphs of Oriana Madrigals                               | Signum       | CD     |
| 2006 | Landscape & Time                                               | Signum       | CD     |
| 2007 | The Quiet Heart: Choral Essays Vol.1                           | Salvationist | CD     |
| 2008 | The Golden Age                                                 | Signum       | CD     |
| 2008 | Simple Gifts                                                   | Signum       | CD     |
| 2008 | Live at the BBC Proms, Royal Albert Hall London                | Signum       | CD/DVD |
| 2009 | Romance Du Soir                                                | Signum       | CD     |
| 2009 | Reflections: Choral Essays Vol. 2                              | Salvationist | CD     |
| 2010 | From the Heart                                                 | Signum       | CD     |
| 2010 | Pachelbel Vespers                                              | Signum       | CD     |
| 2010 | Swimming Over London                                           | Signum       | CD     |
| 2010 | J.S. Bach: Christmas Oratorio                                  | Signum       | CD     |
| 2011 | In This Quiet Moment: Choral Essays Vol.3                      | Salvationist | CD     |
| 2011 | High Flight – Choral Music by Whitacre, Lauridsen and Chilcott | Signum       | CD     |
| 2011 | Joy to the World                                               | Signum       | CD     |
| 2011 | The King’s Singers Christmas DVD                               | Signum       | DVD    |
| 2012 | Royal Rhymes & Rounds                                          | Signum       | CD     |

## Auszeichnungen
- 2009 mit The King’s Singers: Grammy für das beste klassische Crossover-Album
- 2012 mit The King’s Singers und Eric Whitacre: Grammy für die beste Chordarbietung